# Robert De Niro's Waiting...
Robert De Niro's Waiting... è un singolo del girl group britannico Bananarama, pubblicato nel febbraio 1984 ed estratto dal secondo album in studio Bananarama.
Autori del brano Robert De Niro's Waiting... sono Steve Jolley, Tony Swain, Sara Dallin
Keren Woodward e Siobhan Fahey; il singolo uscì su etichetta London Records.

## Descrizione
In origine il brano avrebbe dovuto intitolarsi Al Pacino's Waiting..., ma si optò in seguito per Robert De Niro's Waiting... per la migliore assonanza.
Il brano Robert De Niro's Waiting... parla di una ragazza che si immagina di essere la fidanzata dell'attore Robert De Niro.
Il singolo raggiunse il terzo posto delle classifiche nel Regno Unito ed entrò nella Top Ten in Germania e Svizzera.

## Tracce
7"
1. Robert De Niro's Waiting… – 3:27
2. Push! – 4:08

## Classifiche
| Classifica            | Posizione massima | Nr. di settimane |
| --------------------- | ----------------- | ---------------- |
| Belgio                | 34                | 1                |
| Germania              | 7                 | 13               |
| Paesi Bassi           | 22                | 7                |
| Regno Unito           | 3                 |                  |
| Stati Uniti d'America | 95                |                  |
| Svizzera              | 8                 | 11               |

## Cover
Del brano Robert De Niro's Waiting sono state incise delle cover dai seguenti artisti:
- Sound Sensation (1984)
- Subterfuge (1995)

### Versioni in altre lingue
Del brano è stata incisa una cover in lingua tedesca intitolata Nicolette Krebitz wartet ed interpretata nel 1998 dal gruppo Fettes Brot mit Tocotronic..